# Boulia (Marskrater)
Boulia ist ein 1991 registrierter Krater auf dem Mars mit einem Durchmesser von rund zehn Kilometern.
Benannt wurde der Krater nach der Stadt Boulia im australischen Bundesstaat Queensland.